# Congrès des syndicats du Guyana
Le Guyana Trades Union Congress est une confédération syndicale du Guyana. Elle fut fondée en 1941 sous le nom de British Guiana Trades Union Council (Conseil des syndicats de la Guyane Britannique). Elle est affiliée à la Confédération syndicale des travailleurs et travailleuses des Amériques et à la Confédération syndicale internationale